# 今本洋子
今本 洋子（いまもと ようこ、1946年〈昭和21年〉12月24日 - ）は、東京都出身の女優。血液型はB型、身長152cm。ケイエムシネマ企画所属。

## 人物
- 特技：会津弁[4]、華道[4]
- 趣味：編物[4]、ビーズアクセサリー[4]、茶道[1]

## 出演

### テレビドラマ
NHK
- 少年たち（1998年）
- 藍染袴お匙帖（2010年） - お千代 役
- しもべえ（2022年）

日本テレビ
- チート〜詐欺師の皆さん、ご注意ください〜（2019年） - 五十嵐文枝 役
- 武士スタント逢坂くん! 第4話・最終話（2021年8月17日、9月28日） - 富江 役

TBS
- 銀座まんまんなか!（2003年） - 佳代 役
- メゾン・ド・ポリス（2019年） - 工藤千代子 役
- 月曜ゴールデン
  - 「捜し屋★諸星光介が走る!4」（2008年） - 志村たえ子 役
  - 「駅弁刑事・神保徳之助3」（2009年） - 磯野雪江 役
  - 「量刑」（2009年） - 上村郁子 役
  - 「警視庁南平班〜七人の刑事〜8」（2015年） - 石川佳子 役

フジテレビ
- びんびんシリーズ（1999年） - 山中静 役
- 女同士（2000年） - 妙子 役
- はるちゃん 第5シリーズ（2001年） - 佐藤萌子 役
- 今週、妻が浮気します（2007年） - 三枝久美 役
- ON 異常犯罪捜査官・藤堂比奈子（2016年） - 大崎奈津子 役
- 潜水艦カッペリーニ号の冒険（2022年）
- ゴシップ#彼女が知りたい本当の○○（2022年） - 下馬清子 役
- 金曜エンタテイメント
  - 「着物デザイナー 黛涼子の推理紀行1」（2000年）
  - 「美容エステ探偵1」（2000年） - 若林よね子 役
- 金曜プレステージ
  - 「浅見光彦シリーズ34」（2009年） - 糸山夫人 役

テレビ朝日
- はぐれ刑事純情派・第12シリーズ（1999年）第3話「犬と暮らす鎌倉夫人の嫉妬!? 嫌われた女」
- 生きるための情熱としての殺人（2001年） - 英子 役
- 相棒
  - season8（2010年） - 南条恵子 役
  - season23 （2025年） - 八木かよ 役[1]
- 警視庁捜査一課9係 Season7（2012年） - 戸神弓恵 役
- 特捜9 Season1（2018年） - 八木智子 役
- 刑事7人 第5シリーズ（2019年） - 大野春子 役
- 土曜ワイド劇場
  - 「法医学教室の事件ファイル22」（2006年） - 庄司静江 役
  - 「温泉若おかみの殺人推理20」（2009年） - 林田聡子 役
  - 「法律事務所3」（2009年） - 渡辺美智代 役
  - 「ゴーストライターの殺人取材2」（2015年） - 竹岡芙佐子 役

テレビ東京
- 女と愛とミステリー
  - 「四つの終止符」（2001年） - 白川トメ 役
  - 「小早川警視正シリーズ2」（2003年） - 尾乃木澄江 役
- 怨み屋本舗（2006年） - 根本晴子 役
- 死役所（2019年） - 石間（大鳥）ミチ（83歳時） 役
- あのコの夢を見たんです。（2020年） - 横田のおばあちゃん 役
- スナック キズツキ（2021年） - 皆川さん 役

WOWOW
- トップリーグ (小説)（2019年） - 灰原涼子 役

### 映画
- フリージア（2007年） - 伊藤孝子 役
- おくりびと（2008年） - 佐々木の妻 役
- 禅 ZEN（2009年） - 松下禅尼 役
- 僕と妻の1778の物語（2011年） - 牧村朔太郎の母 役
- アントキノイノチ（2011年）
- 忘れないと誓ったぼくがいた（2015年） - 岩井希恵 役
- スクール・オブ・ナーシング（2016年） - 緒方澄子 役[5]
- おもいで写眞（2021年） - 千代 役

### CM
- 小林製薬
- 大鵬薬品工業
- KFCコーポレーション
- 明治 (企業)
- ネスレ日本「アイソカル」（2021年 - ）
- レバレジーズメディカルケア レバウェル「共に悩み考えてくれる人」篇（2025年1月 - ） ※奈緒と共演

### PV
- 塩、コショウ（2009年）